# Bad Schlema
Bad Schlema település Németországban, azon belül Szászország tartományban. Lakosainak száma 4777 fő (2017. december 31.).

## Népesség
A település népességének változása:

| 2014 | 4 991 |
| 2017 | 4 777 |